# Grant, Oklahoma
Grant är en ort i Choctaw County i delstaten Oklahoma, USA.